# Баян (меркит)
Баян (монг. Баян чинсан, кит. 伯顏 (蔑兒乞部), ум. 1340) — крупный государственный и военный деятель империи Юань. Великий канцлер (1339—1340).

## Биография
Представитель монгольского племени меркит. На рубеже XIII—XIV веков Баян вместе с кыпчаком Эль-Тимуром входил в штаб царевича Хайсана, племянника императора Тэмура, который во главе армии защищал Монголию от нападений чагатайского правителя Хайду, внука Угэдэя. В одном из боёв Баян разбил и преследовал чагатайское войско, получив в награду почётное звание «багатура».
После смерти юаньского императора Тэмура (1294—1307) его племянник Хайсан стал третьим правителем империи Юань (1307—1311). Меркит Баян, будучи одним из офицеров Хайсана во время его наместничества в Монголии, занял видное положение при дворе. Позднее он был назначен губернатором провинции Хэнань.
В междоусобной борьбе за власть в империи Юань после смерти императора Туг-Тэмура (1329—1332) военачальник Баян порвал отношения с Эль-Тимуром и поддержал кандидатуру Тогон-Тэмура, который в 1333 году был возведён на императорский престол под именем Угахату-хагана.
В 1334 году Тогон-Тэмур назначил Баяна командиром императорской гвардии — Кэшика, состоявшей из монголов, кыпчаков, русских и алан. До 1335 года Баян смог уничтожить сыновей и семью умершего Эль-Тимура. В начале правления Тогон-Тэмура Баян пользовался наибольшей властью среди остальных крупных придворных сановников. В 1339 году он был назначен великим канцлером империи Юань.
Баян, стремившийся сохранить монгольские обычаи и культуру, проводил консервативную политику и относился враждебно к покорённому китайскому населению. Он отменил практику государственных экзаменов на должность и стремился сократить количество китайских чиновников в высших государственных органах империи. Однажды он даже предлагал императору истребить наиболее многочисленных китайские семьи: Чжан, Ван, Лю, Ли и Чжао, чтобы подавить китайские восстания.
В 1340 году канцлер Баян был отстранён от власти в результате заговора высших сановников, среди которых находились его брат Маджияртай и племянник Тогто, и казнён.

## В популярной культуре
- Образ Баяна воплотил актёр Ким Ёнхо[англ.] (김영호) в южнокорейском телесериале 2013 года «Императрица Ки».